# Рівняння Пуассона
Рівняння Пуассона — неоднорідне еліптичне рівняння в частинних похідних другого порядку, загального виду
{\displaystyle \Delta \varphi =f},
де {\displaystyle \Delta } — оператор Лапласа, {\displaystyle \varphi } — невідома функція, {\displaystyle f} — довільна функція, що не залежить від невідомої.
Зокрема, в електростатиці рівняння, яке описує потенціал електричного поля {\displaystyle \varphi } в системі зарядів, заданих густиною {\displaystyle \rho }
{\displaystyle \Delta \varphi =-4\pi \rho }.
Як і для будь-якого іншого неоднорідного лінійного диференціального рівняння розв'язок рівняння є сумою загального розв'язку однорідного рівняння і часткового розв'язку неоднорідного рівняння.
Частковий розв'язок неодрорідного рівняння можна записати через функцію Гріна.
{\displaystyle \varphi (\mathbf {r} )=4\pi \int {\frac {\rho (\mathbf {r} ^{\prime })}{|\mathbf {r} -\mathbf {r} ^{\prime }|}}dV^{\prime }}.
Повний розв'язок задається сумою часткового розв'язку та довільного розв'язку однорідного рівняння Лапласа.